# Hudopa Nauli
Hudopa Nauli is een bestuurslaag in het regentschap Tapanuli Tengah van de provincie Noord-Sumatra, Indonesië. Hudopa Nauli telt 1244 inwoners (volkstelling 2010).